# Into the Jaws of Death

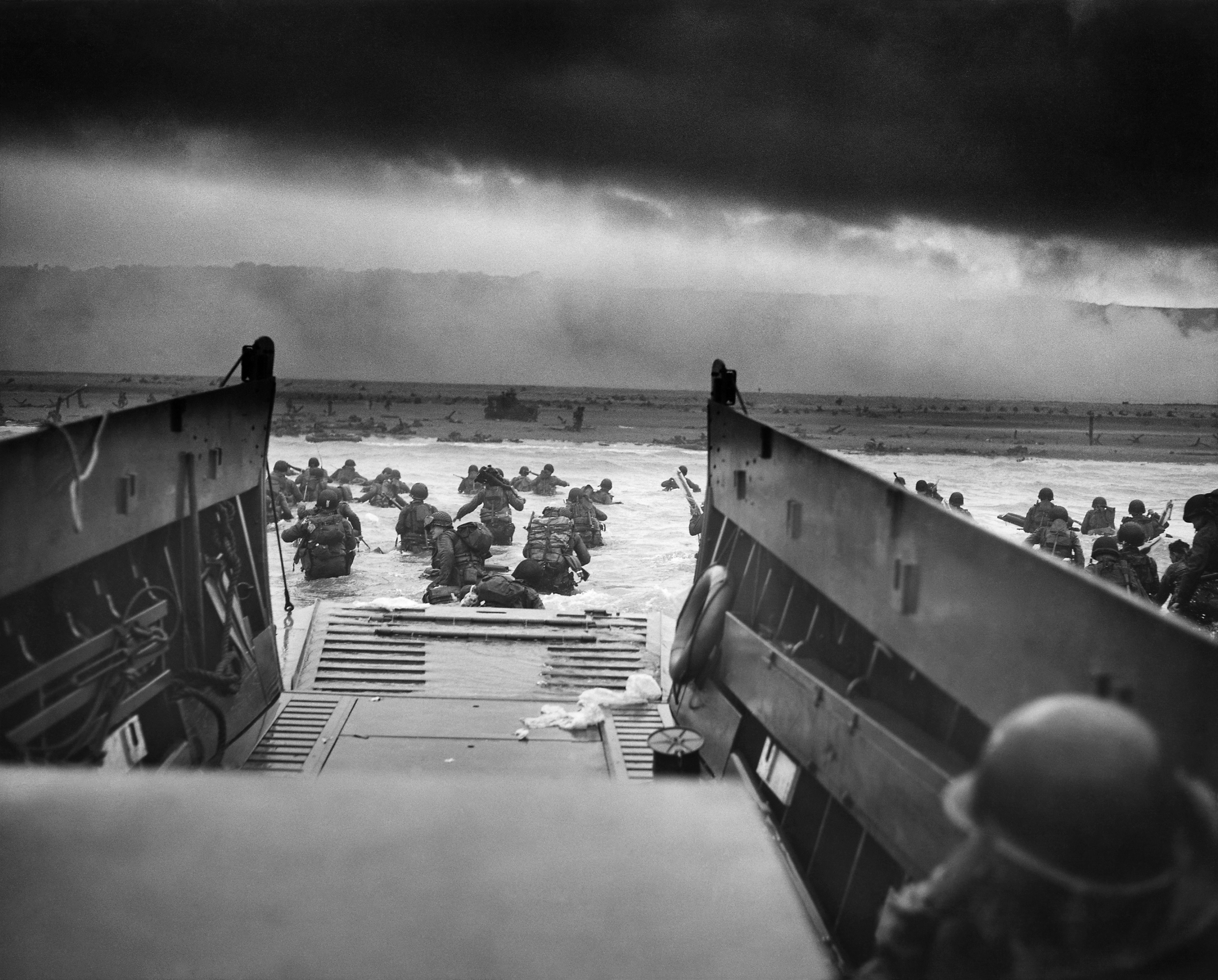
Taxis al Infierno - y Atrás - En las fauces de la muerte, por Robert F. Sargent, CPhoM, USCG.
Leyenda original: "Los invasores estadounidenses saltan de la rampa de una barcaza de desembarco tripulada por la Guardia Costera para vadear esos últimos peligrosos patios hasta la playa de Normandía. El fuego enemigo nos cortará a algunos. Su 'taxi' se sacará de la arena y volvera corriendo a un transporte tripulado de la Guardia Costera en búsqueda para más pasajeros ".

Taxis al Infierno - y de vuelta - En las fauces de la Muerte es una fotografía tomada el 6 de junio de 1944 por Robert F. Sargent, un compañero de fotógrafo en la Guardia Costera de los Estados Unidos. Representa a los soldados de la 1.ª División de Infantería del Ejército de EE. UU que desembarcan de un LCVP (Lancha, Vehículo, Personal) del USS Samuel Chase, de la Guardia Costera de EE. UU., en Omaha Beach durante el desembarco de Normandía en la Segunda Guerra Mundial.

## La fotografía

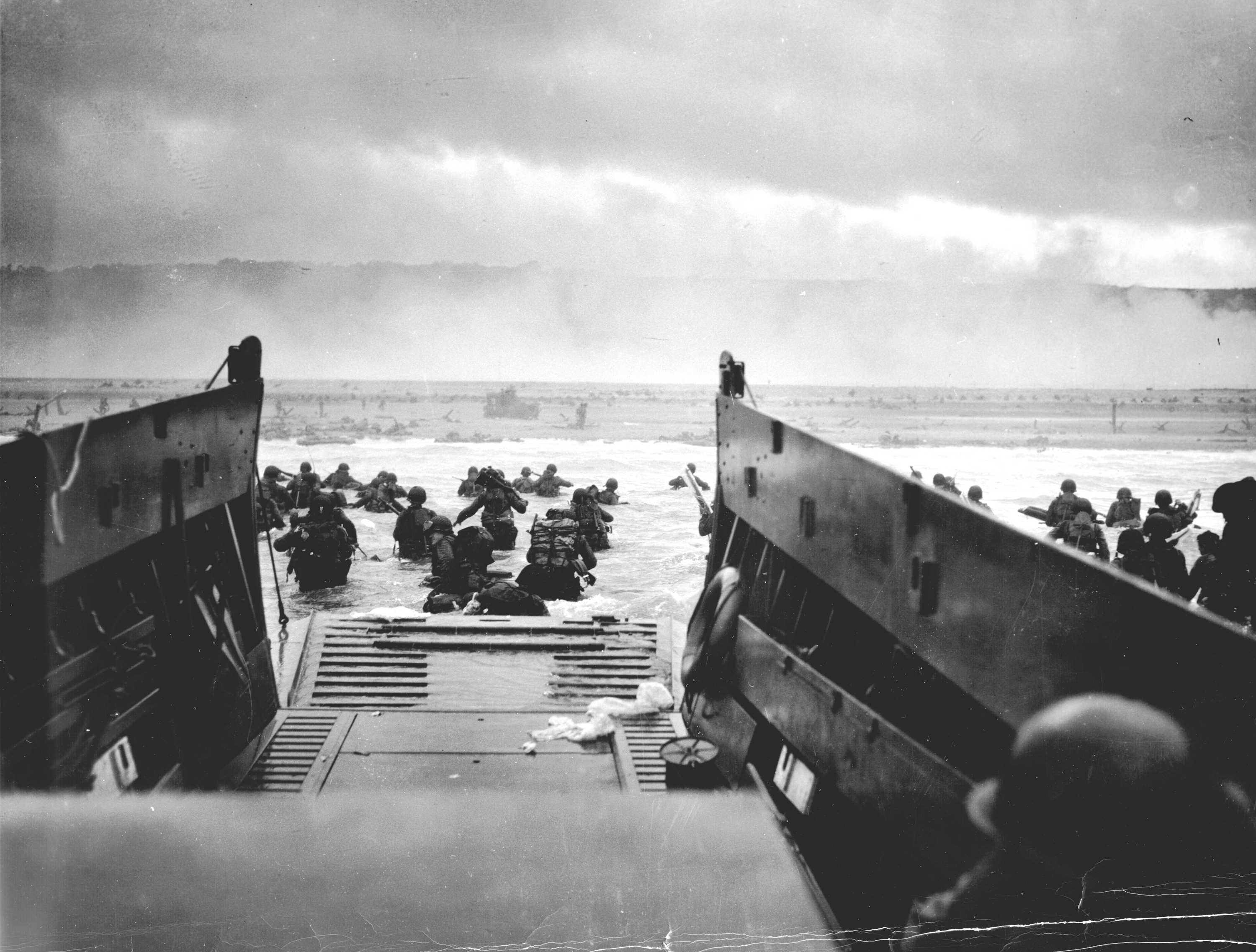
Un LCVP (Landing Craft, Vehicle, Personnel) del USS Samuel Chase desembarca las tropas de la Primera División del Ejército de los EE. UU. UU. en la mañana del 6 de junio de 1944 (Día D) en la playa de Omaha.

La fotografía fue tomada por el compañero del fotógrafo principal, Robert Sargent, durante la fase de descenso de tropas de la Operación Neptuno, el componente naval del desembarco de la Operación Overlord en Normandía, comúnmente conocido como el día D.
La fotografía fue tomada a las 7:40 AM, hora local. Representa a los soldados que salen del bote de Higgins y atraviesan el agua hasta la cintura hacia el sector "Easy Red" de Omaha Beach.
La imagen fue una de las fotografías más reproducidas del desembarco del Día D. La fotografía original es almacenada por la Oficina del Historiador de la Guardia Costera de los Estados Unidos.

## De fondo
Neptuno fue la operación de combate más grande realizada por la Guardia Costera de los Estados Unidos en la historia de los Estados Unidos.
El bote Higgins representado en la fotografía había partido del transporte de ataque USS Samuel Chase a unas 10 millas (8,7 millas náuticas) de la costa de Normandía alrededor de las 5:30 a. m. Las olas rompían continuamente sobre la proa cuadrada del bote, y los soldados que estaban dentro estaban empapados en agua fría del océano.
En total, Samuel Chase perdió seis lanchas de desembarco el día D; cuatro se hundieron cerca de la playa, uno fue "empalado" por un obstáculo de playa, y otro fue hundido por los disparos del enemigo.

## Origen de la frase
La frase "en las fauces de la muerte" en el título de la fotografía proviene de un estribillo en la carga de la brigada ligera, un poema narrativo de 1854 de Lord Alfred Tennyson sobre la carga de la brigada ligera en la Batalla de Balaclava durante la guerra de Crimea.

## Cultura popular
La imagen fue evocada en la película de Hollywood de 1998 Saving Private Ryan, y aparece en la portada de la traducción en inglés de la Ilíada de Stanley Lombardo en 1997 como un símbolo de la universalidad de la guerra.